# Гаджиев, Магомедмурад Саидпашаевич
Магомедмурад Саидпашаевич Гаджиев (род. 15 февраля 1988, Гурбуки, Дагестанская АССР) — российский и польский борец вольного стиля, чемпион мира 2021 года, двукратный чемпион Европы (2016, 2020), чемпион мира среди молодёжи (2008). С 2014 года выступает за Польшу.
На предолимпийском чемпионате мира 2019 года, который проходил в столице Казахстана, в весовой категории до 70 кг завоевал бронзовую медаль.
В феврале 2020 года на чемпионате континента в итальянской столице, в весовой категории до 70 кг Магомедмурад в схватке за чемпионский титул победил спортсмена из Азербайджана Агагусейна Мустафаева и завоевал золотую медаль европейского первенства.
На чемпионате мира, который проходил в октябре в норвежской столице, уже выступая за сборную Польши, стал чемпионом мира в весовой категории до 70 кг. В финале поборол киргизского борца Эрназара Акматалиева.
Стал первым  в истории Польши, чемпионом мира по вольной борьбе.

## Спортивные результаты
- Чемпионат мира среди молодёжи 2008 года — ;
- Гран-при «Иван Ярыгин» (Красноярск, 2010) — ;
- Чемпионат России (Волгоград, 2010) — ;
- Чемпионат Европы (Баку, 2010) — ;
- Кубок мира (Махачкала, 2011) — ;
- Европейские игры (Баку, 2015) — ;
- «Кубок Р. Кадырова» (Грозный, 2015) — ;
- Чемпионат Европы (Рига, 2016) — .
- Чемпионат Европа (Нови-Сад 2017) — .
- Чемпионат Мира (Париж 2017) — .
- Чемпионат Европа (Каспийск 2018) — .
- Чемпионат Европа (Бухарест 2019) —  .
- Чемпионат мира (Нур-Султан 2019) —  .
- Чемпионат  Европа (Рим 2020) — .
- Индивидуальный Кубок мира (Белград 2020) — .
- Чемпионат мира по борьбе 2021 — .